# Notoncus enormis
Notoncus enormis é uma espécie de formiga do gênero Notoncus, pertencente à subfamília Formicinae.